# Christian Doumergue
Pour les articles homonymes, voir Doumergue.
Œuvres principales
Le Secret dévoilé : Enquête sur les mystères de Rennes-le-château
Christian Doumergue, né à Montpellier le 26 septembre 1976 est un écrivain et documentaliste français. 

## Biographie
Christian Doumergue est titulaire d’une maîtrise d’histoire de l’art et archéologie (La Figuration de l’œil dans l’art du Paléolithique), d’une maîtrise de lettres modernes (Le Mythe de la solitude chez Emily Brontë et Emily Dickinson), et d’un DEA de littératures comparées (Mélancolie et Mysticisme dans les œuvres de Jean de La Croix, Emily Brontë, Emily Dickinson et Mylène Farmer).
Passionné par le Mystère et les légendes, Christian Doumergue est l’auteur de nombreux ouvrages (la plupart sont édités aux éditions de l’Opportun). Reconnu comme un des grands spécialistes de l’affaire de Rennes-le-Château (il est à ce sujet l’auteur du remarqué Secret dévoilé préfacé par Ravenne et Giacometti), et connu pour ses recherches sur Marie-Madeleine et son rôle dans le premier christianisme, il a abordé bien d’autres sujets : les Templiers (son ouvrage sur le sujet a été réédité par National Geographic), la Franc-Maçonnerie, le légendaire surnaturel du chat, les théories du complot, les apparitions d’ « OVNIS » dans le passé, H. P. Lovecraft, ou bien encore la longue histoire des sorcières, ou les enseignements de Jésus. Ayant parcouru la France à la recherche de lieux énigmatiques, mystérieux et légendaires, il a également consacré d’incalculables heures à l’étude d’archives et de livres oubliés. Ses ouvrages sont tous nés de ce double travail d’enquête sur le terrain et en bibliothèque, deux démarches qu’il présente comme complémentaires et aussi nécessaires l’une que l’autre. Tous ses livres appellent à réenchanter le monde et le goût du Mystère est pour Christian Doumergue une invitation à la quête spirituelle. Au fil de ses écrits et prises de parole, il ne cesse de dire la nécessité de retrouver une transcendance dans un monde moderne d’où le matérialisme a chassé le sacré et le spirituel. Christian Doumergue est également l’auteur de romans inspirés par ses recherches et a été invité par de nombreux médias (des chaînes de télé et radio mainstream aux chaînes YouTube spécialisées).

## Passage dans les médias
On a pu voir Christian Doumergue intervenir dans différentes émissions télévisées (C’est au programme sur France 2, Les Carnets de Julie sur France 3…), enquêtes télévisées (William à Midi sur C8…) ou documentaires télévisés (Sociétés Secrètes : les masques des comploteurs, sur Arte ; Da Vinci Code : enquête sur les énigmes d’un best-seller, sur France 5 ; plusieurs épisodes de série documentaire La France des Mystères sur RMC Découverte…). Christian Doumergue est en outre un des principaux intervenants du film documentaire La Passion de Marie-Madeleine sorti en salles de cinéma en 2019.
Côté radio, il a été l’invité d’Au Cœur de l’Histoire de Franck Ferrand sur Europe 1 ; de L’heure du crime et des Aventuriers de l’Inconnu de Jacques Pradel sur RTL ; ou encore de Minute Papillon ! de Sidonie Bonnec sur France Bleu.                                                       
Il intervient très régulièrement en tant que « spécialiste des théories du Complot » sur BFMTV et LCI. Sur le sujet des théories du complot, il a également été invité sur de nombreux plateaux télé ou radio : Balance ton Post de Cyril Hanouna (C8), La Curiosité est un vilain défaut d'Anaïs Bouton et Thomas Hugues sur RTL, et M comme Maïtena de Maïtena Biraben sur RMC… 

## Publications
- Rennes-le-Château, le grand héritage, Lacour, Nîmes, 1997.
- Bérenger Saunière, prêtre libre à Rennes-le-Château, Lacour, Nîmes, 2000.
- L’Évangile interdit (Sainte Marie-Madeleine et le secret des Cathares), Lacour, Nîmes, 2001.
- Marie-Madeleine, la reine oubliée (t. I L'Épouse du Christ, t. II La Terre élue), Lacour, Nîmes, 2004, 2 vol.
- La Gnose pour tous, Le Plein des Sens, Notre-Dame de Londres, 2005.
- L’Affaire de Rennes-le-Château (t. I De l’Histoire au mythe, t. II Aux origines du mythe), Arqa, Marseille, 2006, 2 vol.
- Le Mystère Marie-Madeleine, Thélès, Paris, 2006.
- La Tombe perdue : le corps du Christ repose-t-il dans le Sud de la France ?, éd. Pardès, Grez-sur-Loing, 2008 (en savoir plus).
- L'ABC de RLC, éd. Arqa, Marseille, 2008 (coauteur).
- L'église de Rennes-le-Château, éd. Pégase, Villeneuve-de-la-Raho, 2009 (coécrit avec Daniel Dugès) (en savoir plus).
- Marie-Madeleine, coll. Qui suis-je?, éd. Pardès, Grez-sur-Loing, 2010 (en savoir plus).
- Le prieuré de Sion (coécrit avec Thierry E Garnier) Arqua edition 2012
- Le secret dévoilé : enquête au cœur du mystère de Rennes-le-Château, L'opportun, Paris, 2013. Préface de Jacques Ravenne et Eric Giacometti.
- Péchés Originels, L'Opportun, Paris, 2014.
- Le cercle de Narbonne (préface de Gino Sandri) Arqua Edition
- L'Ombre des Templiers : voyage au cœur d'une Histoire de France secrète et mystérieuse, L'Opportun, Paris, 2015. Préface de Didier Convard.
- Voyage dans la France Magique, L'Opportun, Paris, 2016.
- Franc-Maçonnerie et Histoire de France, L'Opportun, Paris, 2016. Préface d'Alain Bauer.
- Au Cœur des Théories du Complot, L'Opportun, Paris, 2017.
- Le Chat. Légendes, mythes & pouvoirs magiques, L'Opportun, Paris, 2018.
- Trésors. Historiques, mythiques & légendaires, L'Opportun, Paris, 2018.
- Le Réveil de Pyrène, TDO édition, Pollestres, 2019. (roman)
- Mythes & symboles cachés dans nos séries préférées, L'Opportun, Paris, 2020.
- Agir et Penser comme Jésus, L'Opportun, Paris, 2022.
- La France Codée, L'Opportun, Paris, 2022.
- Le Secret dévoilé: Enquête sur les mystères de Rennes-le-château, L'Opportun, Paris, 2023.

## Passages média
- "Le Club le Chatelier" de Bénédicte de Chatelier, LCI, 13 novembre 2020. (Au sujet des Théories du Complot)
- "Le Brunch de l'info"  de Christophe Beaugrand, LCI, 27 février 2021. (Au sujet des théories du Complot)

## Documentaires, émissions documentaires
- "Les 100 lieux qu'il faut voir" (spécial mythes et légendes), France 5. Première diffusion : 6 juillet 2020. (Au sujet du trésor de Rennes-le-Château)